# الجامعة الكلاسيكية الخاصة
الجامعة الكلاسيكية الخاصة مؤسسة تعليم عالي أوكرانية، (بالأوكرانية: Класичний приватний університет) هي جامعة تقع في زابوروجييه أوبلاست، أوكرانيا. تأسست هذه الجامعة في سنة 1992